# Cicindela lepida
Cicindela lepida är en skalbaggsart som beskrevs av Pierre François Marie Auguste Dejean 1831. Cicindela lepida ingår i släktet Cicindela och familjen jordlöpare. Inga underarter finns listade i Catalogue of Life.